# موسی بن موسی بن قسی
مُوسی بن موسی (به عربی: موسى بن موسى القسوي) (انگلیسی: Musa ibn Musa ibn Qasi; ۱ ژانویهٔ ۰۷۸۵ – ۲۶ سپتامبر ۰۸۶۲)، که با لقب بزرگ نیز شناخته می‌شود، رهبر و فرمانده مولدان قبیله بنوقسی بود که در حدود قرن ۹ میلادی بر منطقه نیم‌مختار ایبرو حکم می‌راند.
نیاکان وی از قَسِیّ قُومِس بودند که پس از فتح اسپانیا توسط مسلمانان، به کیش اسلام گرویدند و قبیله بنوقسی را شکل دادند. پدر وی موسی به فورتون در ایام جوانی موسی به قتل رسید و مادرش که نامش نامشخص است، پس مرگ پدرش به ازدواج رهبر قبیله‌ای در منطقه باسک شد و از این ازدواج اینیگو آریستا، مؤسس پادشاهی ناوار، بود..